# Helcogramma maldivensis
Helcogramma maldivensis  (лат.) — экваториальная придонная рыбка семейства троепёрых, эндемик Мальдивских островов.

## Внешний вид
Максимальная длина тела H. maldivensis достигает 2,8 см (у голотипа — 25,4 мм). Три спинных плавника. В первом спинном плавнике 3 колючих луча. Второй спинной плавник с 12—14 жёсткими лучами в два раза выше, чем первый. В третьем спинном плавнике 9—11 мягких. В анальном плавнике 1 колючий и 17—21 мягких лучей. В грудных плавниках 15 мягких лучей, в брюшном плавнике шип короткий, спрятанный, простые сегментированные лучи частично соединены мембраной. Боковая линия с 36-38 чешуйками, ряд чешуй заканчивается под третьим спинным плавником. Затылочная часть, брюхо, первый спинной плавник и основание анального плавника спереди лишены чешуи.
Самцы в основном красноватого цвета (включая плавники), с синеватыми точками и чёрточками на голове, выстраивающимися в линии в передней части тела, брюхо светло-серое. Самки окрашены более бледно, без пятен и полос, брюхо белое, плавники прозрачные. Самцы и самки не различаются по размерам, половой диморфизм исчерпывается различиями в окраске.
H. maldivensis очень схожа и, вероятно, близкородственна другому виду трёхплавниковых собачек — H. striata. Различия между двумя видами сводятся к цветовой гамме (у H. striata от основания хвостового плавника до головы тянутся три продольные голубовато-белые полоски, а брюхо сине-зелёного цвета), разному числу лучей в грудном плавнике (15 у H. maldivensis и 16 у H. striata), а также числу боковых чешуй, несколько меньшему у H. maldivensis.

## Ареал
Встречается, как и H. larvata, только у побережья Мальдивских островов, населяет глубины до 10 метров. Ведёт придонный образ жизни. Впервые описавшие этот вид Р. Фрике и Дж. Рэндолл предполагают, что он является самым распространённым видом троепёрых в мальдивских водах.